# Puerto Nariño
Puerto Nariño – miasto w Kolumbii, w departamencie Amazonas.